# Sorelle di Santa Gemma Galgani
Le Sorelle di Santa Gemma Galgani sono un istituto religioso femminile di diritto pontificio: le suore di questa congregazione pospongono al loro nome la sigla M.S.G.

## Storia

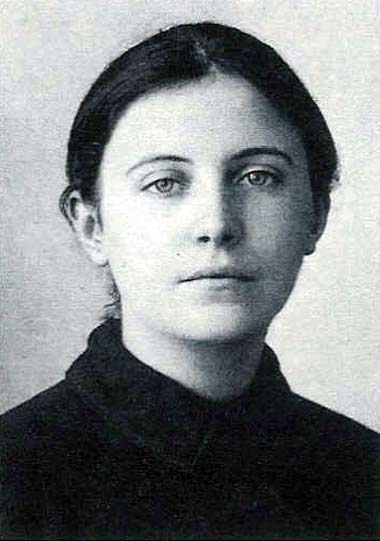
Gemma Galgani, santa titolare della congregazione

La congregazione fu fondata da Eufemia Giannini (1884-1971) che, durante l'adolescenza, ebbe l'occasione di conoscere Gemma Galgani, ospite per alcuni anni della sua famiglia a Lucca.
Attratta dall'ideale mistico della Galgani, nel 1905 la Giannini entrò tra le passioniste, ma nel 1935 abbandonò il monastero con il desiderio di dare inizio a una nuova famiglia religiosa dedita all'apostolato attivo.
Nel 1939 fondò a Borgonovo di Camigliano, paese natale di Gemma Galgani, le missionarie passioniste: grazie all'appoggio dei saveriani, il 26 ottobre 1964 Pietro Zuccarino, vescovo di Bobbio, eresse l'istituto in congregazione religiosa.
Le suore si diffusero presto in Svizzera e, dal 1966, in Zaire, dove affiancarono i missionari saveriani.
La congregazione, affiliata alla Congregazione della Passione di Gesù Cristo dal 1973, ricevette l'approvazione pontificia il 15 agosto 1982.

## Attività e diffusione
Le suore si dedicano alla custodia dei luoghi legati alla memoria di santa Gemma Galgani, al servizio nelle missioni estere e ad altre attività socio-educative.
Oltre che in Italia, sono presenti in Bulgaria, Repubblica Democratica del Congo e Costa d'Avorio; la sede generalizia è a Camigliano di Capannori.
Alla fine del 2008 la congregazione contava 42 religiose in 11 case.